# Jordbävningen i Áncash 1970
Jordbävningen 1970 i Áncash (spanska: Terremoto de Áncash de 1970) inträffade i Peru den 31 maj 1970. I kombination med ett efterföljande jordskred vid Huascarán blev följden en av de största naturkatastroferna som hittills registrerats i Perus historia. 
Jordbävningen påverkade de peruanska departementen Áncash och La Libertad. Epicentrum för jordbävningen låg 30 kilometer från kusten till Casma och Chimbote i Stilla havet, där Nazcaplattan trycks ned av den Sydamerikanska plattan. Jordbävningen hade en styrka av 7,9 på Richterskalan och en intensitet av upp till VIII på Mercalliskalan.
Jordbävningen inträffade på en söndagseftermiddag klockan 15:23:31 lokal tid (20:23:31 UTC) och varade i 45 sekunder. Skakningarna destabiliserade den norra sidan av berget Huascarán, vilket orsakade ett jordskred av berg och snö. Skredet började som en glidande massa av glaciäris och bergmassa ungefär 900 meter bred och 1 600 meter lång. Massan föll några tusen meter och ner i sjön Llanganuco, vilket gav upphov till en fruktansvärd störtflod som inom några minuter sköljde över de två byarna Yungay och Ranrahirca, vilka utplånades och begravdes under ett tolv meter djupt täcke av vatten, is, lera och sten. Störtfloden kom med en hastighet av elva kilometer på fyra minuter (ca 165 km/h). När massorna nådde Yungay beräknas de ha bestått av cirka 61 000 000 m³. Även byarna Caraz, Casma och Santa låg i vägen för störtfloden och blev till hälften begravda av massorna.
Enbart i Yungay dog 23.000 personer. Överlevande beskrev ett fruktansvärt oljud före katastrofen (ruido horrendo) och hur en dimma av stoftdamm hade varit kvar i flera dagar.
Området förklarades som terreno intangible den 12 oktober 1977.
Den här artikeln är helt eller delvis baserad på material från engelskspråkiga Wikipedia.